# Скелетон
Скелето́н (устар. ске́летон; англ. skeleton с греч. «скелет, каркас») — зимний олимпийский вид спорта, представляющий собой спуск по ледяному жёлобу на двухполосных санях на укреплённой раме, победитель которого определяется по сумме двух или четырёх заездов.
Скелетонисты надевают облегающие аэродинамические костюмы и прочные шлемы с забралом и защитой для подбородка. Задача скелетониста — пробежать в шипованных ботинках 50 м по льду как можно быстрее, стараясь создать инерцию. Всё это время он нагибается, держась за ручки или стороны скелетона и толкая его вниз по трассе.
Пробежав 50 м, скелетонист должен быстро лечь и вытянуться на скелетоне, не потеряв при этом той инерции, которую он набрал за время разгона. Теперь нужно проехать примерно 1500 м. (зависит от трассы) вниз по ледовому жёлобу. На трассе есть крутые повороты и виражи в форме буквы «S». Спортсмен управляет скелетоном, слегка смещая вес своего тела влево или вправо. В конце заезда он замедляет скелетон ногами до полной остановки.

## История
Прародителем скелетона считается спуск с гор на санях — бесполозных деревянных досках и распространённых среди канадских индейцев. В литературе его появление относят к XVI веку.
Сведения о спортивных состязаниях саночников датируются серединой XIX века, когда британские туристы в Альпах начали спускаться на санях по заснеженным горным склонам.
В 1892 году англичанин Чилд представил сани, сделанные из металла. Есть предположение, что название этим саням — скелетон — дали из-за того, что они были похожи на скелет. Другие полагают, что часть слова «Skele» происходит из неправильного прочтения норвежского слова «Kjaelke» (сани, которые используют норвежские рыбаки).
Впервые спуск на скелетоне был продемонстрирован в 1905 году на соревнованиях по бобслею в Мюрццушлаге. В 1906 году там же прошёл первый чемпионат Австрии по скелетону. А в 1908 и 1910 годах соревнования были проведены уже на горном перевале Земмеринг.
В 1913 году была создана Международная ассоциация тобоггана.
В 1923 году на конгрессе, проведённом в Париже, делегаты, представлявшие саночников Великобритании, Канады, США, Франции и Швейцарии, создали Международную федерацию бобслея и тобоггана — ФИБТ, которая в течение довольно длительного периода руководила развитием как бобслея, так и санного спорта. В 1926 году на парижском конгрессе ФИБТ предложила Международному олимпийскому комитету скелетон и бобслей в качестве олимпийских видов. За основные правила скелетона были приняты правила Санкт-Морица.
Соревнования по скелетону впервые были представлены на II зимних Олимпийских играх, проходивших в Санкт-Морице в 1928 году. Первым олимпийским чемпионом в этом виде спорта стал Дженнисон Хитон (США). Серебряную медаль завоевал младший брат победителя — Джон Хитон, а бронзовую — Дэвид Эрл оф Нортеск из Великобритании.
Вторично олимпийские награды в соревнованиях по скелетону спортсмены оспаривали 20 лет спустя — в 1948 году, причём снова в Санкт-Морице — на V зимних Олимпийских играх, в связи с тем, что трасса, подходящая для скелетона, в то время имелась только там. В заездах приняли участие тринадцать атлетов из пяти стран. В дальнейшем, вплоть до 2002 года, скелетон не был представлен на Олимпийских играх.
В 1968 году в Шёнау-ам-Кёнигсзе (ФРГ) была открыта первая искусственная санно-бобслейная трасса, что дало возможность спортсменам тренироваться и проводить соревнования независимо от погодных условий.
С 1982 года проводятся чемпионаты мира по скелетону.
С 1986 года начали открываться международные школы скелетона (International Skeleton Schools) на различных трассах. Недавно основанная Комиссия скелетона ФИБТ ввела программу солидарности, чтобы обучить новых спортсменов для скелетона. ФИБТ ввела программы специальной подготовки, чтобы поощрять национальные федерации в улучшении тренировок своих атлетов.
В 1992 году 20 стран приняли участие в чемпионате мира. Год спустя их число увеличилось до 23. В настоящее время скелетон представлен на соревнованиях 30 странами.
ФИБТ начала финансировать скелетон в 1986 году. Неолимпийские виды спорта получают мало финансовой поддержки. Интерес СМИ (особенно телевидения) сосредотачивается на олимпийских видах спорта. Без телевидения практически невозможно получить спонсоров; без спонсоров невозможно получить финансирование. Признавая этот факт, ФИБТ финансировала освещение на телевидении соревнований по скелетону. В 1998 году чемпионат мира впервые показали в прямом эфире на Eurosport. В течение 1999 и 2000 годов на телевидении было показано два Кубка мира и чемпионат мира.
2 октября 1999 года ФИБТ достигла своей цели: скелетон после 54-летнего отсутствия был включён в программу Олимпийских игр 2002 года в Солт-Лейк-Сити. Скелетон оказался привлекательным видом спорта, потому что проведение соревнований по этому виду увеличило загруженность санно-бобслейных трасс, возведение и содержание которых является дорогостоящим делом.

## Сани

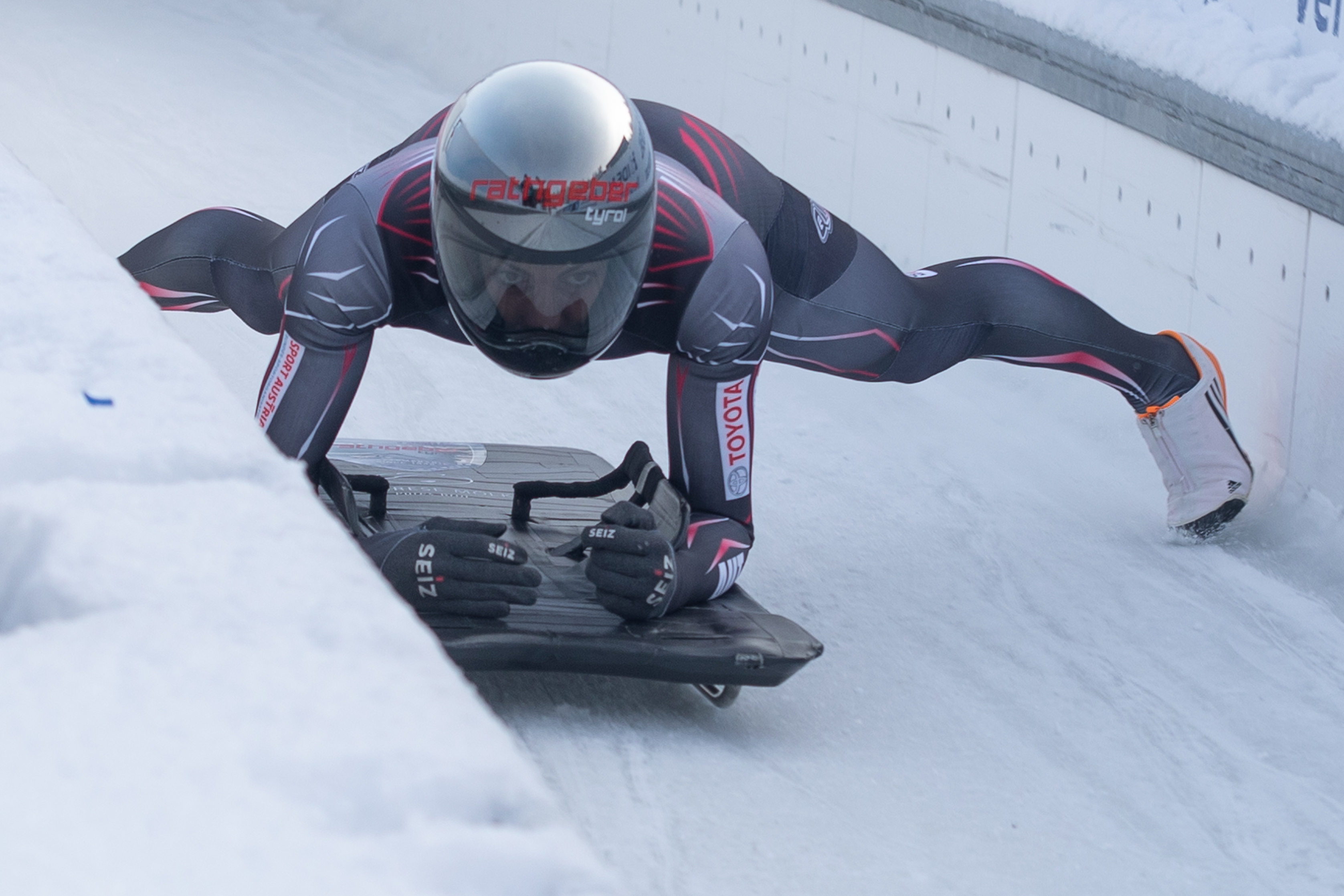

Скелетон представляет собой сани c утяжелённой рамой, без рулевого управления, на которых спортсмен лежит головой вперёд по направлению движения, лицом вниз. Для управления используются специальные шипы на ботинках. Современный скелетон сделан из стекловолокна и стали, снизу к нему крепятся два стальных конька, а сверху — две ручки. В некоторых моделях «ручками» служат две стороны специального корпуса из стекловолокна, который подгоняется под телосложение конкретного спортсмена. Расположенные спереди и сзади скелетона бамперы играют роль глушителей и защищают скелетониста от ударов в стену ледового желоба.
Чтобы все спортсмены были в равных условиях, сани стандартизированы. Размеры скелетона — от 80 до 120 см длиной и от 34 до 38 см шириной (расстояние между полозьями). Нагревать полозья запрещено, перед каждым стартом проверяется их температура. На старте сани и спортсмен взвешиваются, максимальный вес скелетона — 43 кг для мужчин и 35 кг для женщин, вес скелетона со спортсменом не должен превышать 117 кг для мужчин и 102 кг — для женщин. При необходимости допускается утяжелять сани балластом.

## Трасса
Первоначально соревнования проводили на естественных трассах. Большая часть современных соревнований проходит уже на трассах с искусственной ледяной поверхностью. Известное исключение — трасса в Санкт-Морице.
Для соревнований используют те же трассы, что и для бобслея. Большинство трасс — длиной в 1500 метров, и у всех есть уникальные особенности и различные степени трудности.

## Скелетон в России

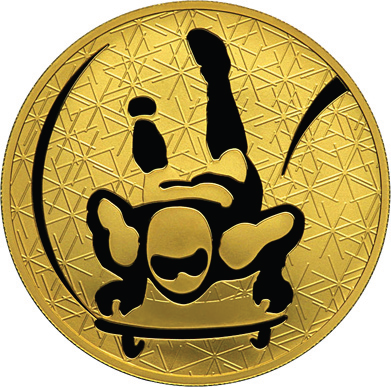
Скелетон. Золотая монета ЦБ РФ

Федерация бобслея и скелетона России создана в 1992 году. Федерация является членом Общероссийского союза физкультурно-спортивных общественных объединений «Олимпийский комитет России» и Международной Федерации бобслея и тобоггана (FIBT).
Российские спортсмены впервые приняли участие в соревнованиях по скелетону в 1994 году на этапах кубка мира в Инсбруке и Санкт-Морице — С. Сафронов (Москва) и П. Герасимов (Москва), а также на чемпионате мира в Альтенберге. Лучший результат в Альтенберге — С. Сафронов (18-е место).
В 2002 году фаворит женской сборной Екатерина Миронова заняла 7-е место на Олимпиаде в Солт-Лейк-Сити, а в 2003 году завоевала серебряную медаль на чемпионате мира по скелетону в Калгари и установила новый рекорд трассы на разгоне. Медаль в этом виде спорта российские спортсмены завоевали впервые.
В 2010 году на XXI Олимпийских играх в Ванкувере российский скелетонист Александр Третьяков завоевал бронзовую медаль и стал первым российским призёром на подобных соревнованиях. На чемпионате мира 2013 года в Санкт-Морице Третьяков завоевал первую в истории российского скелетона золотую медаль, а Сергей Чудинов занял третье место.
В 2014 году на XXII Олимпийских играх в Сочи всё тот же Александр Третьяков стал первым олимпийским чемпионом от России по скелетону. Спортсменка Елена Никитина стала первой в истории России обладательницей олимпийской медали в скелетоне, завоевав бронзу. В ноябре 2017 г. Международный олимпийский комитет (МОК) лишил Третьякова и Никитину сочинских наград и пожизненно дисквалифицировал данных спортсменов, мотивируя такое решение использованием допинга; кроме Третьякова и Никитиной, пожизненно отстранены от участия в олимпийских соревнованиях Мария Орлова и Ольга Потылицына. Но 1 февраля 2018 года решением Спортивного арбитражного суда спортсмены были оправданы, результаты восстановлены и медали возвращены.
В 2019 году Кубок мира по скелетону впервые выиграла россиянка, Елена Никитина.